# Godzinowice
Godzinowice (niem. Giesdorf)  – wieś w Polsce położona w województwie dolnośląskim, w powiecie oławskim, w gminie Oława. Według Narodowego Spisu Powszechnego Ludności i Mieszkań z 2011 roku liczba ludności we wsi Godzinowice to 178, z czego 48,3% mieszkańców stanowią kobiety, a 51,7% ludności to mężczyźni.
We wsi Godzinowice w roku 2017 w rejestrze REGON zarejestrowane były 2 podmioty gospodarki narodowej, będące osobami fizycznymi prowadzącymi działalność gospodarczą.
W latach 1960–1968 wieś należała i była siedzibą gromady Godzinowice, po jej zniesieniu należała do gromady Godzikowice. W latach 1975–1998 miejscowość administracyjnie należała do województwa wrocławskiego.
W miejscowości był przystanek kolejowy Godzinowice.